# François Dossin
François Dossin, né en 1927 et mort en 1998 était un astronome belge.

## Biographie
En 1973, il annonce, avec son collègue André Heck, la découverte, au cours de l'observation de l'éclipse solaire totale du 30 juin 1973 à Loyangalani, au Kenya, d'un corps céleste évoluant très près du Soleil, lequel fut initialement nommé objet de Dossin-Heck. L'objet, pour ne pas avoir été observé ultérieurement, a ensuite été considéré comme inexistant, et estimé être le résultat d'une « aberration dans les systèmes d'observation utilisés par les deux astronomes »,.
Le Centre des planètes mineures lui attribue la découverte de cinq astéroïdes, faite entre 1981 et 1984.
François Dossin est le découvreur de l'astéroïde (3198) Wallonia, nommé d'après sa région natale.
| (3198) Wallonia   | 30 décembre 1981 |
| (3435) Boury      | 2 décembre 1981  |
| (4440) Tchantchès | 23 décembre 1984 |
| (6950) Simonek    | 22 décembre 1982 |
| (39501) 1981 EV31 | 2 mars 1981      |